# Hvannhagi
Hvannhagi är en udde i Färöarna (Kungariket Danmark).   Den ligger i sýslan Suðuroyar sýsla, i den södra delen av landet, 50 km söder om huvudstaden Tórshavn. Hvannhagi ligger på ön Suðuroy.
Terrängen inåt land är lite kuperad. Havet är nära Hvannhagi åt nordost.  Närmaste större samhälle är Vágur, 10,4 km söder om Hvannhagi. 